# Coryphantha sulcata
Coryphantha sulcata, conocida comúnmente como biznaga partida elegante, es una especie de planta suculenta perteneciente al género Coryphantha, dentro de la familia Cactaceae. Se distribuye desde Texas hasta el noreste de México (concretamente en los estados mexicanos de Coahuila, Tamaulipas y Nuevo León). 

## Descripción

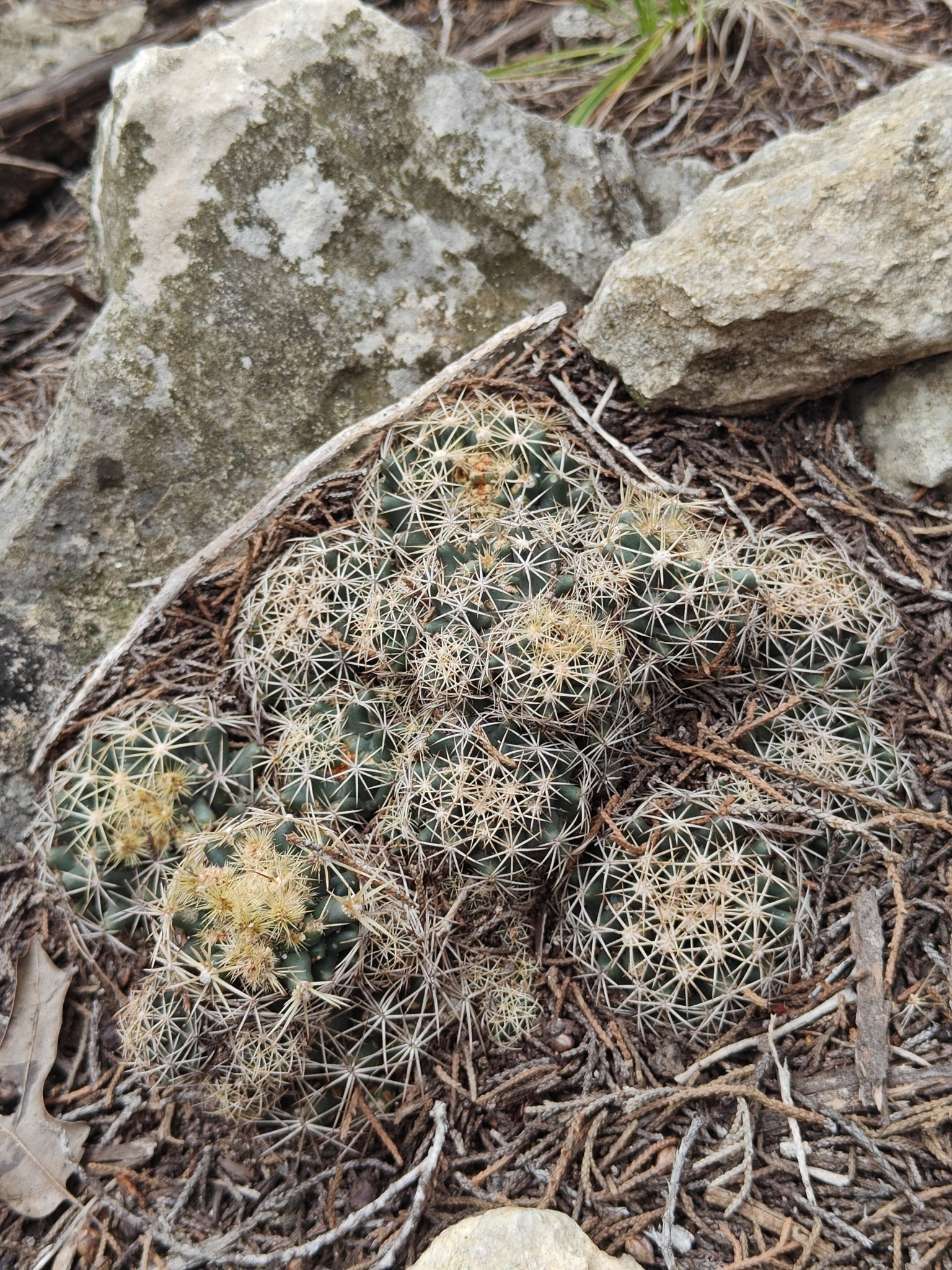
Plantas creciendo en grupo

Coryphantha sulcata es una especie de cactus que aunque puede crecer de forma solitaria, a menudo se ramifica desde la base y forma grupos. Los tallos van de esféricos a ovalados, alcanzan alturas de 4 a 12 cm y diámetros de unos 10 cm.
Los tallos están cubiertos de tubérculos cónicas de hasta 1,2 cm de largo y tienen la base muy ancha. Están dispuestas de forma laxa, están surcados y suelen tener presentes glándulas de néctar.
En la punta de los tubérculos se asientan areolas redondas de 2 mm de diámetro. Tienen de 1 a 4 espinas centrales aciculares (que ocasionalmente pueden faltar) y miden de 0,9 a 1,2 cm de largo. Al principio son de color amarillo o rosa y luego se vuelven grises con la edad. Además, al menos una de las espinas centrales está erguida (llegando a medir hasta 1,7 cm de largo) y las demás están encorvados hacia atrás. También tienen de 8 a 14 espinas radiales blanquecinas en forma de aguja y de 0,8 a 1,8 cm de largo.
Las flores son amarillas y tienen la garganta de color rojo. Miden hasta 6 cm de largo y alcanzan el mismo diámetro. Tienen los filamentos rojizos y las anteras amarillas. 

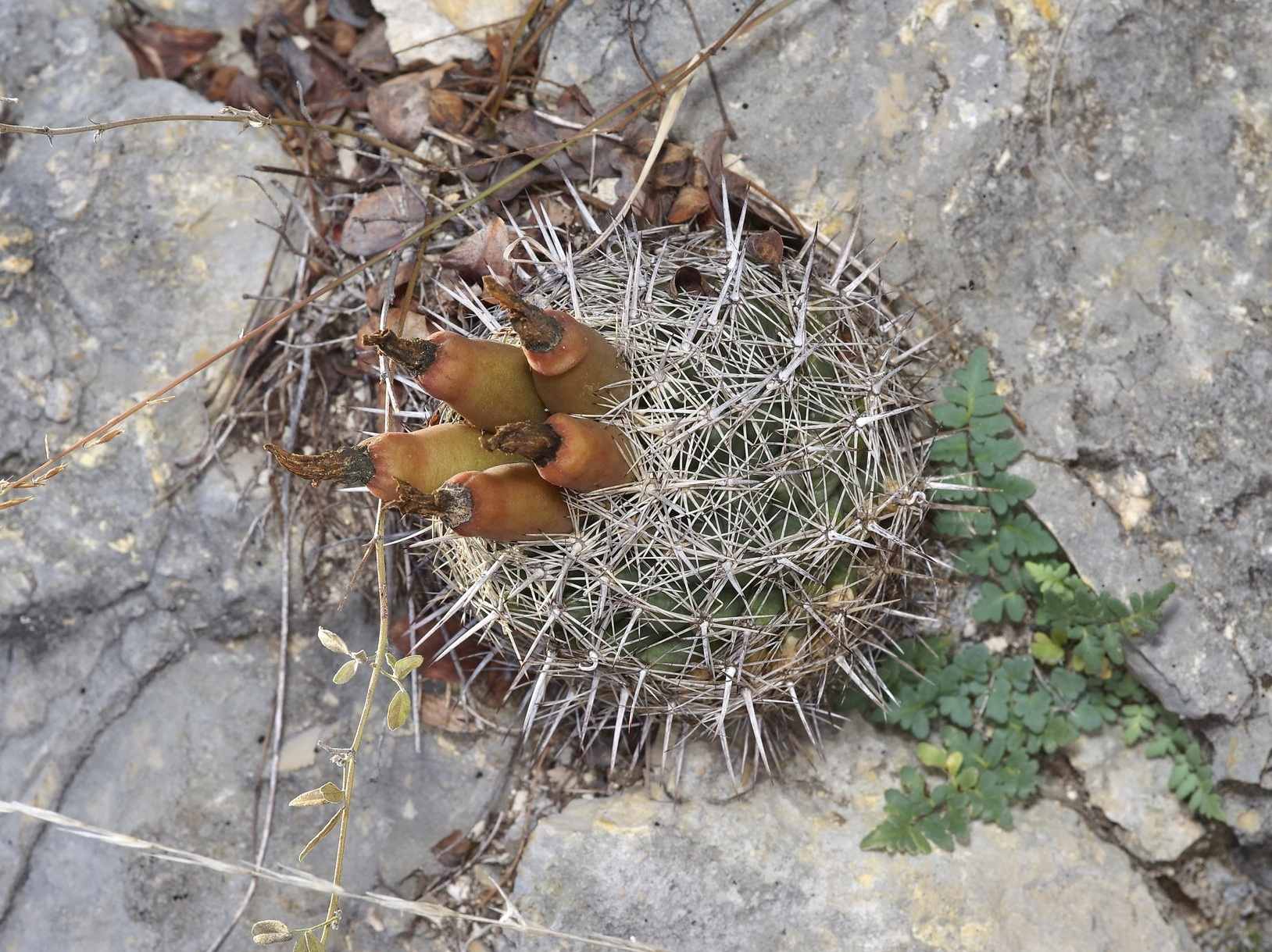
Detalle de los frutos

Los frutos son jugosos, tienen forma elipsoidal y son de color verde. Miden hasta 2,5 cm de largo y 1,2 cm de ancho. Las semillas son reniformes, de color pardo y con la testa reticulada. Miden de aproximadamente 1,8 mm de largo y 1,2 mm de ancho.

## Distribución y hábitat
El área de distribución nativa de esta especie abarca desde Texas hasta noreste de México (concretamente en los estados mexicanos de Coahuila, Tamaulipas y Nuevo León) y crece principalmente en biomas desérticos o de matorral seco, desde el nivel del mar hasta los 150 metros de altitud.
Esta especie se desarrolla en diversos hábitats, incluyendo el matorral espinoso tamaulipeco y las colinas calizas de la meseta de Edward, con bosques de enebro y pastizales. Crece en suelos arenosos o pedregosos de llanuras y valles.

## Taxonomía
La primera descripción de esta especie fue como Mammillaria sulcata, publicada en 1845 por el botánico alemán George Engelmann en la revista científica Boston Journal of Natural History 5: 246.
Posteriormente, los botánicos estadounidenses Nathaniel Lord Britton y Joseph Nelson Rose colocaron la especie en el género Coryphantha, pasando a llamarse Coryphantha sulcata y anotando estos cambios en el libro The Cactaceae; descriptions and illustrations of plants of the cactus family 4: 48 en el año 1923.
Etimología
- Coryphantha: nombre genérico que deriva del griego coryphe (que significa 'cima' o 'cabeza'), y anthos (que significa 'flor'), haciendo referencia a que las flores aparecen en el ápice de los tallos.
- sulcata: epíteto específico latino que significa 'con surcos' o 'estriado', haciendo referencia a la morfología de sus tubérculos.[7]

Sinonimia
- Cactus calcaratus Kuntze, 1891
- Cactus kotschubeyi Kuntze, 1891
- Cactus scolymoides var. sulcatus (Engelm.) J.M.Coult., 1894
- Cactus sulcatus (Engelm.), 1903
- Coryphantha calcarata Lem., 1868
- Coryphantha obscura Boed., 1930
- Coryphantha radians var. sulcata (Engelm.) Y.Itô, 1952
- Coryphantha roederiana Boed., 1929
- Coryphantha speciosa Boed., 1930
- Mammillaria calcarata Engelm., 1850
- Mammillaria radians var. sulcata (Engelm.) J.M.Coult. ex K.Schum., 1898
- Mammillaria radians f. sulcata (Engelm.) Schelle, 1907
- Mammillaria strobiliformis Muehlenpf., 1848
- Mammillaria sulcata Engelm., 1845

## Estado de conservación

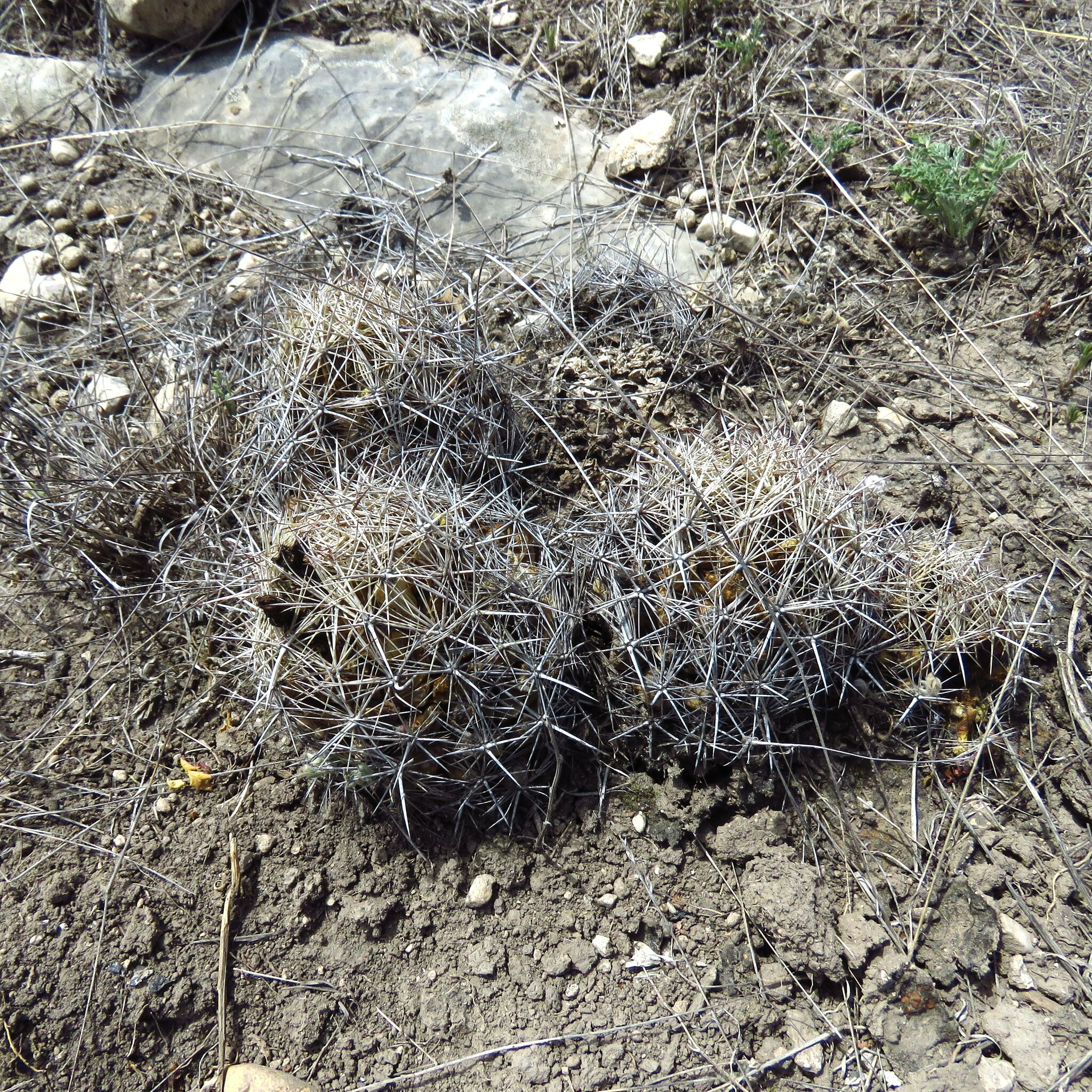
Planta en su hábitat

En la Lista Roja de Especies Amenazadas de la UICN, la especie está clasificada como de “Preocupación Menor (LC)”.
No se conocen amenazas importantes para la conservación de esta especie, aunque algunas poblaciones se están reduciendo debido a la urbanización y la consiguiente pérdida de hábitat (especialmente en el centro-sur de Texas), la tala de arbustos y la recolección ilegal a pequeña escala.

## Usos
Se cultiva principalmente como planta ornamental y su propagación se realiza a través de esquejes o semillas. 